# Abel Resino
Abel Resino González (Velada, 2 febbraio 1960) è un ex calciatore e allenatore di calcio spagnolo, di ruolo portiere.

## Carriera

### Calciatore
Come giocatore detiene il primato di imbattibilità per un portiere della Primera División, con 1.275 minuti senza subire gol. Stabilì questo record quando militava nell'Atlético Madrid, di cui vestì la maglia dal 1986 al 1995, dopo aver giocato nelle giovanili. Il periodo di imbattibilità si interruppe il 19 marzo 1991 con la rete di Luis Enrique dello Sporting de Gijón. Nel 1990-1991 Resino vinse quindi il Trofeo Zamora come portiere meno battuto del campionato di calcio spagnolo. In 33 partite subì 17 gol, in media uno ogni due incontri.  Fino al 2009 si trattava anche del record europeo di imbattibilità stagionale.
Con 303 presenze Abel Resino è il primo portiere per presenze nella storia dell'Atlético Madrid. Fino al 6 dicembre 2019 è stato il portiere dell'Atlético che ha giocato più partite senza subire gol (95), superato poi da Jan Oblak.

### Allenatore
Iniziò la carriera di allenatore nel 2005, alla guida del Ciudad de Murcia, club della Segunda División con cui andò vicino alla promozione. Nel gennaio 2007 fu chiamato ad allenare il Levante, dove sostituì Juan Ramón López Caro e fu poi rimpiazzato da Gianni De Biasi.
Nella stagione 2008-2009 allenò in Segunda Division il Castellón, con cui si piazzò 9º in classifica. Per la stagione 2009-2010 fu ingaggiato dall'Atlético Madrid, che solo dopo 8 giornate di campionato lo esonerò a causa di un avvio di stagione disastroso, con soli 6 punti ottenuti in 7 partite e un solo punto guadagnato nel girone D di UEFA Champions League.

## Palmarès

### Giocatore

#### Club
- Coppa di Spagna: 2

Atlético Madrid: 1990-1991, 1991-1992

#### Individuale
- Trofeo Zamora: 1

1990-1991